# Oxygonatium
Oxygonatium is een geslacht van rechtvleugeligen uit de familie sabelsprinkhanen (Tettigoniidae). De wetenschappelijke naam van dit geslacht is voor het eerst geldig gepubliceerd in 1980 door Ragge.

## Soorten
Het geslacht Oxygonatium  is monotypisch en omvat slechts de volgende soort:
- Oxygonatium huxleyi (Ragge, 1980)